# Steven Taylor (Doctor Who)
Steven Taylor est un personnage de fiction joué par Peter Purves dans la série Doctor Who. Il s'agit de l'un des personnages réguliers de la série entre 1965 et 1966 et l'un des compagnons du 1er Docteur, alors incarné par William Hartnell. Steven apparaît dans 10 sérials et 45 épisodes de la seconde et troisième saison de la première série. 

## Apparition
Introduit dans l'épisode « The Chase » il s'agit d'un astronaute du 23e siècle égaré et emprisonné sur la planète Méchanus. Il faudra attendre l'épisode suivant « The Time Meddler » pour que le personnage intègre réellement le casting. Au cours de cet épisode, Vicki tente de convaincre Steven que le TARDIS est réellement une machine à voyager dans le temps. 
Son personnage fut créé afin de pallier l'absence de Ian Chesterton (incarné par William Russell) qui jouait le rôle de l'homme d'action (rôle que le Docteur ne pouvait tenir du fait de son aspect dans sa première incarnation). 

## Caractéristiques
Steven est un personnage assez fort, qui semble au départ bien plus guidé par son instinct que par des valeurs de bien ou de mal. Sa rencontre avec le Docteur en fait quelqu'un de plus sensible. Ainsi, lors des événements de « The Daleks' Master Plan », il voit mourir Katarina et Sara Kingdom. L'épisode « The Massacre of St Bartholomew's Eve » le montre en train de jouer un rôle important en l'absence du Docteur et l'attitude non-interventionniste du Docteur, ne sauvant personne du massacre de la Saint-Barthélemy, le dégoûte au point qu'il fut au bord de quitter définitivement le TARDIS.

## Départ
À la fin de l'épisode « The Savages », Steven sert d'arbitre entre deux nations en guerre : les Aînés dont la technologie est puissante et les Sauvages qui furent de nombreuses années leurs esclaves. Sa position neutre fit alors de lui le personnage idéal pour devenir leur chef pour réconcilier les deux partis, et Steven quitte le Docteur et Dodo après de brefs adieux. 
Le personnage n'était pas très apprécié du nouveau producteur Innes Lloyd et du script-editor Gerry Davis. Ils attendirent l'expiration du contrat de Jackie Lane dans l'épisode suivant « The War Machines » pour les remplacer par deux nouveaux compagnons, Polly (Anneke Wills) et Ben (Michael Craze), qui paraissaient aux yeux des producteurs être plus conformes aux Swinging Sixties.

## Réapparition
Lors de l'épisode The Time Meddler de Tales of the TARDIS (2023), Steven et Vicki se retrouvent et se souviennent de leur première aventure en combattant un moine voyageant dans le temps sur le point de changer le cours de l'histoire en 1066.

## Mentions
Le personnage de Steven est mentionné par le Docteur dans l'épisode The Curse of Fenric. Son visage peut être aperçu avec celui d'autres compagnons du Docteur tels que Leela, Kamelion, Dodo ou Vicki sur un scanner dans l'épisode Resurrection of the Daleks.
Steven Moffat, producteur et scénariste de la nouvelle série de Doctor Who fut aussi le créateur de la série Six Sexy dans lequel un des héros se nomme "Steven Taylor". Alors que beaucoup y voyaient un clin d’œil, il s'agit en fait d'une coïncidence.